# 5485 Kaula
5485 Kaula è un asteroide della fascia principale. Scoperto nel 1991, presenta un'orbita caratterizzata da un semiasse maggiore pari a 2,7353201 UA e da un'eccentricità di 0,1135103, inclinata di 3,29929° rispetto all'eclittica.